# جين واتس
جين واتس (بالإنجليزية: Eugene Watts)‏ هو عازف مترددة ‏ أمريكي، ولد في 22 فبراير 1936 في وارنسبورغ في الولايات المتحدة.

## وصلات خارجية
- جين واتس على موقع ميوزك برينز (الإنجليزية)
- جين واتس على موقع أول ميوزيك (الإنجليزية)
- جين واتس على موقع ديسكوغز (الإنجليزية)